# Locarno (district)

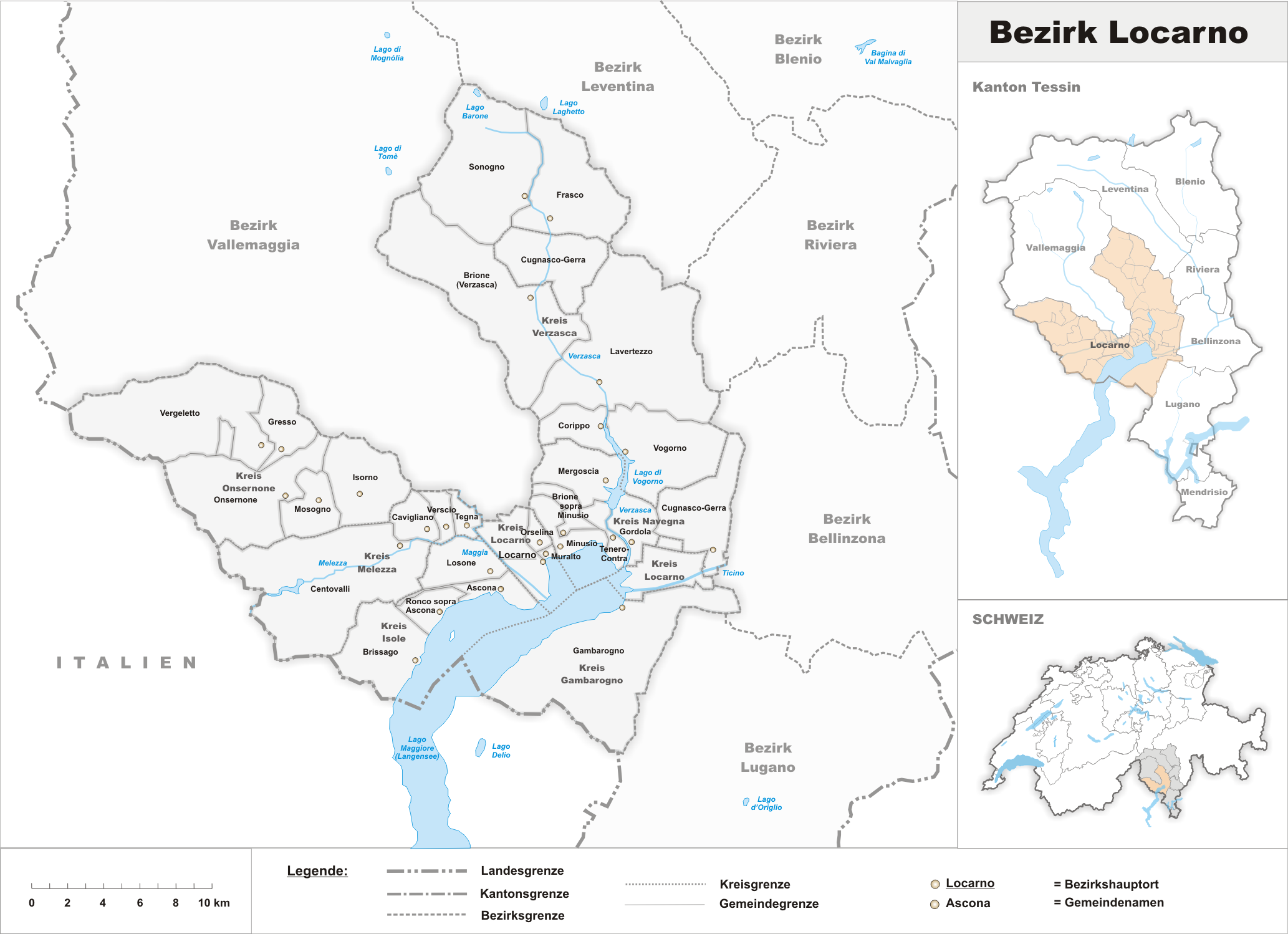
Locarno (district)

Districtul Locarno (ital. Distretto di Locarno, fostul  Landvogtei Luggarus) este o unitate administrativă în cantonul Ticino, Elveția, cu sediul administrativ la Locarno.

## Fuziuni
- 2001: Auressio, Berzona und Loco → Isorno
- 2008: Cugnasco und Gerra (Verzasca) → Cugnasco-Gerra
- 2009: Borgnone, Intragna und Palagnedra → Centovalli
- 2010: Caviano, Contone, Gerra (Gambarogno), Indemini, Magadino, Piazzogna, San Nazzaro, Sant’Abbondio, und Vira (Gambarogno) → Gambarogno